# サンドロ・トヴァリエーリ
サンドロ・トヴァリエーリ（Sandro Tovalieri、1965年2月25日 - ）は、イタリアの元サッカー選手。コブラの愛称で知られたストライカーであった。プロでの通算成績は448試合148得点。

## 経歴
ASローマのユース出身で、ユースチームでは、ジュゼッペ・ジャンニーニ、アンジェロ・ディ・リービオらと共にプレーしていた。1983年1月2日のジェノア戦でトップチームの試合に始めてベンチ入りした。1983-84シーズンはペスカーラへ、1984-85シーズンはアレッツォへとそれぞれレンタル移籍、セリエBの舞台で活躍を見せた。1984年12月5日には、イタリアU-21代表デビューも果たした。1985-86シーズン、ローマへ複帰した。1985年9月8日のアタランタ戦でセリエAデビューを果たし、9月29日のナポリ戦でセリエA初ゴールを挙げたが、リーグ戦22試合で3得点に終わった。一方のコッパ・イタリアでは、決勝のサンプドリアとの第1戦で得点を決めるなど。大会通算8得点を決めて優勝を果たした。
1992-93シーズンからの3シーズンをバーリでプレー、1994-95シーズンには、セリエAの舞台で、キャリアベストの17得点を挙げた。バーリ時代には、ゴール後に電車パフォーマンスでゴールを祝った。1996-97シーズン途中から所属した、カリアリでは、セリエAの舞台で22試合で11得点を挙げる活躍を見せた。